# John Zephaniah Holwell
John Zephaniah Holwell (17 septembre 1711 - 5 novembre 1798) est un chirurgien employé par la Compagnie britannique des Indes orientales. Il fut un éphémère gouverneur du Bengale (1760). Il a été l'un des premiers Européens à s'intéresser aux antiquités indiennes.

## Biographie
Holwell a survécu à l'incident connu sous le nom de Trou Noir de Calcutta en juin 1756, au cours duquel des Britanniques furent entassés toute une nuit dans une pièce sans aération, ce qui provoqua de nombreux décès. Le compte-rendu que fit Howell de cet incident (1758) fut largement commenté en Angleterre et a été considéré par certains comme ayant contribué à la conquête de l'Inde par la Compagnie britannique des Indes orientales. Sa relation de l'incident ne fut pas mise en doute sur le moment, ni plus tard. Néanmoins, de nos jours, cette version a été remise en question par de nombreux historiens.

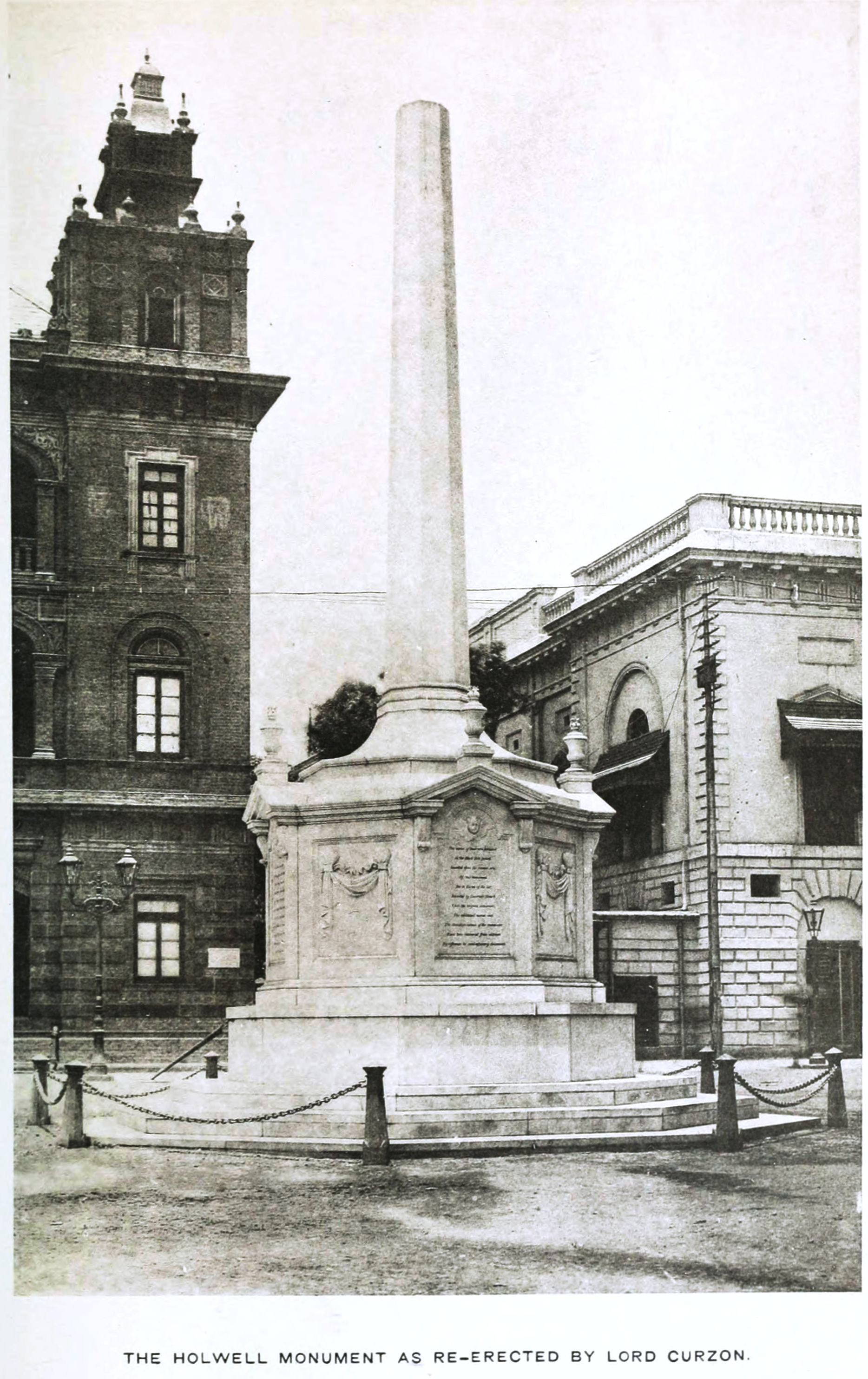
Holwell's monument in Calcutta

Holwell est aussi devenu une source importante pour les historiens de la médecine, pour sa description de la pratique de la variolisation au Bengale au XVIIIe siècle dans : An Account of the Manner of Inoculating for the Small Pox in the East Indies with ... Observations on the ... Mode of Treating that Disease in those Parts (London, 1767).
Né à Dublin, il a grandi à Londres et étudié la médecine au Guy's Hospital. Il a été embauché par la Compagnie britannique des Indes orientales et envoyé en Inde en 1732. En 1751, il est nommé zamindar du district de North 24 Parganas. Ensuite, il est membre du conseil de Fort William (Calcutta) qu'il a défendu contre Siradj al-Dawla en 1756. Il a succédé à Robert Clive comme gouverneur intérimaire du Bengale en 1760, mais fut destitué du conseil en 1761 pour avoir critiqué la nomination de Henry Vansittart comme gouverneur du Bengale. Il fut élu à la Royal Society en 1767.

## Publications
- A Genuine Narrative of the Deplorable Deaths of the English Gentlemen and others who were suffocated in the Black Hole (London, 1758)
- Interesting Historical Events, Relative to the Provinces of Bengal, and the Empire of Indostan With a seasonable hint and perswasive to the honourable the court of directors of the East India Company. As also the mythology and cosmogony, fasts and festivals of the Gentoo's, followers of the Shastah. And a dissertation on the metempsychosis, commonly, though erroneously, called the Pythagorean doctrine, 3 vols. (London, 1765-1771)
- An Account of the Manner of Inoculating for the Small Pox in the East Indies with... Observations on the... Mode of Treating that Disease in those Parts (London, 1767).
- Événemens historiques intéressans, relatifs aux provinces de Bengale, & à l'empire de l'Indostan. On y a joint la mythologie, la cosmogonie, les fêtes & les jeûnes des Gentous qui suivent le Shastah, & une dissertation sur la métempsycose, dont on attribue faussement le dogme à Pythagore, ouvrage composé par J. Z. Holwell, & traduit de l'anglois, Paris, chez H. C. De Hansy le jeune, rue S. Jacques, M. DCC. LXVIII